# Козий Починок
Козий Починок — поселок в Пестречинском районе Татарстана. Входит в состав Пестречинского сельского поселения.

## География
Находится в северо-западной части Татарстана на расстоянии приблизительно 6 км на северо-запад по прямой от районного центра села Пестрецы у речки Сула.

## История
Известен с 1649 года, упоминался также как Шигалеевский Починок.

## Население
Постоянных жителей было: в 1782 году — 102 души мужского пола, в 1859 — 96, в 1897—142, в 1908—119, в 1920—186, в 1926—195, в 1949 — 79, в 1958 — 78, в 1970 — 54, в 1979 — 41, в 1989 — 23, в 2002—15 (русские 93 %), 10 в 2010.